# Dorohów
Dorohów (ukr. Дорогів) – wieś na Ukrainie, w  obwodzie iwanofrankiwskim, w rejonie halickim.